# Johann Ludwig Friedrich Ede
Johann Ludwig Friedrich Ede (* 1. Januar 1802 in Hannover; † 1. Mai 1859 ebenda) war ein deutscher Unternehmer, Hoflieferant und Freimaurer.

## Leben

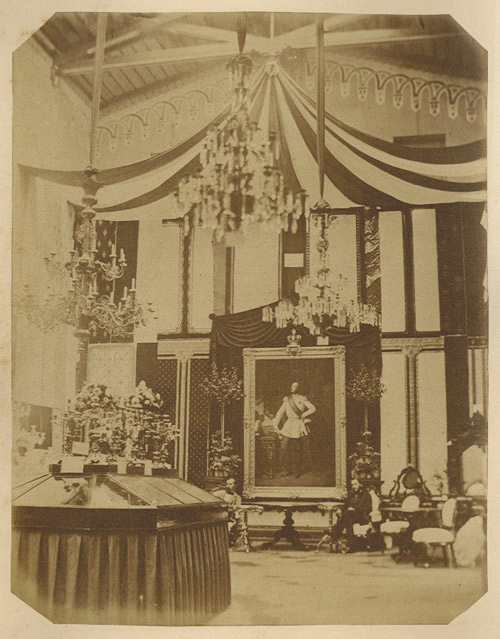
Erst nach der Erfindung der Fotografie entstand 1859 eine der frühesten Dokumentarfotografien in der Geschichte Hannovers, hier zugleich von der letzten Gewerbeausstellung im Königreich Hannover im Todesjahr Edes;
Urheber; Hoffotograf Eugen Lulves.

Als Nachkomme des Friedrich Ede, der bereits 1787 eine Seifenfabrik in Hannover gegründet hatte, wurde Johann Ludwig Friedrich Ede noch zur Zeit des Kurfürstentums Hannover geboren in der durch die Personalunion zwischen Großbritannien und Hannover lange verwaisten Residenzstadt Hannover. Als Kind erlebte Ede die sogenannte „Franzosenzeit“ in seiner Heimatstadt, bevor diese später zum Regierungssitz des Königreichs Hannover unter König Ernst August und dessen Sohn Georg V. wurde.
Am 31. Dezember 1831 wurde Edes Sohn Constantin Theodor Friedrich Ede geboren.
Als der im Zuge der Industrialisierung gegründete Gewerbeverein für das Königreich Hannover im Mai 1835 im Leineschloss seine erste Gewerbeausstellung im Königreich abhielt, war auch der Seifensieder Friedrich Ede mit seinen Seifenprodukten aus Soda, Kokosnuss sowie Asche und Pottasche zugegen sowie mit seinen aus Talg und den aus dem Kopf des Pottwals produzierten Spermazeti-Kerzen unter den Ausstellern. Nach der Übernahme der edeschen Seifen- und Lichterfabrik belieferte Johann Ludwig Friedrich Ede auch den hannoverschen Königshof.
Johann Ludwig Friedrich Ede wurde am 9. Juni 1840 in die Freimaurerloge Zum Schwarzen Bär aufgenommen, sein Sohn knapp 15 Jahre später am 9. Januar 1855 in dieselbe Loge.

## Ehrungen
- Die 1854 angelegte Edenstraße im heutigen Stadtteil List wurde nach Johann Ludwig Friedrich Ede und seinem Sohn benannt.[1][Anm. 1][Anm. 2]